# 152750 Brloh
152750 Brloh è un asteroide della fascia principale. Scoperto nel 1999, presenta un'orbita caratterizzata da un semiasse maggiore pari a 2,6017314 UA e da un'eccentricità di 0,2008827, inclinata di 2,01087° rispetto all'eclittica.